# The Youngest Was the Most Loved
"The Youngest Was the Most Loved" (у преводу, Најмлађе је било највољеније) је други сингл са Морисијевог албума Ringleader of the Tormentors, који се попео до позиције #14 у Великој Британији.  Сингл је у свету издат 5. јуна 2006. године, а у Сједињеним Државама 27. јуна 2006. Насловну нумеру су написали Мориси и Џеси Тобијас. Ова песма је изведена у популарном британском ток-шоу програму Friday Night with  19. маја 2006. године, а касније поново у емисији Later with Jools Holland 2. јуна 2006.
Песма је додата на неколико британских листа пуштања, укључујући и Б-листу станице BBC Radio 2, А-листу станице BBC 6 Music и листу пуштања станице Xfm London.

## Списак песама

### Макси сингл
1. (спот)

### Амерички сингл
1. (спот)

Америчка верзија сингла укључује и спот у ајпод формату за "The Youngest Was The Most Loved" који је спреман да се пусти или да се пребаци на ајпод пете генерације.

## Места на листама
| Држава | Место на листи |
|        | 14             |
|        | 11             |